# Früllbach
Die Früllbach ist ein Bach in Oberbayern. Er entsteht im Pulvermoos in zwei Quellteichen und fließt in weitgehend nordwestlicher Richtung bis zur Mündung in die Ammer. Dort fließt er in unmittelbarer Nähe an einem namenlosen Teich vorbei.

## Galerie

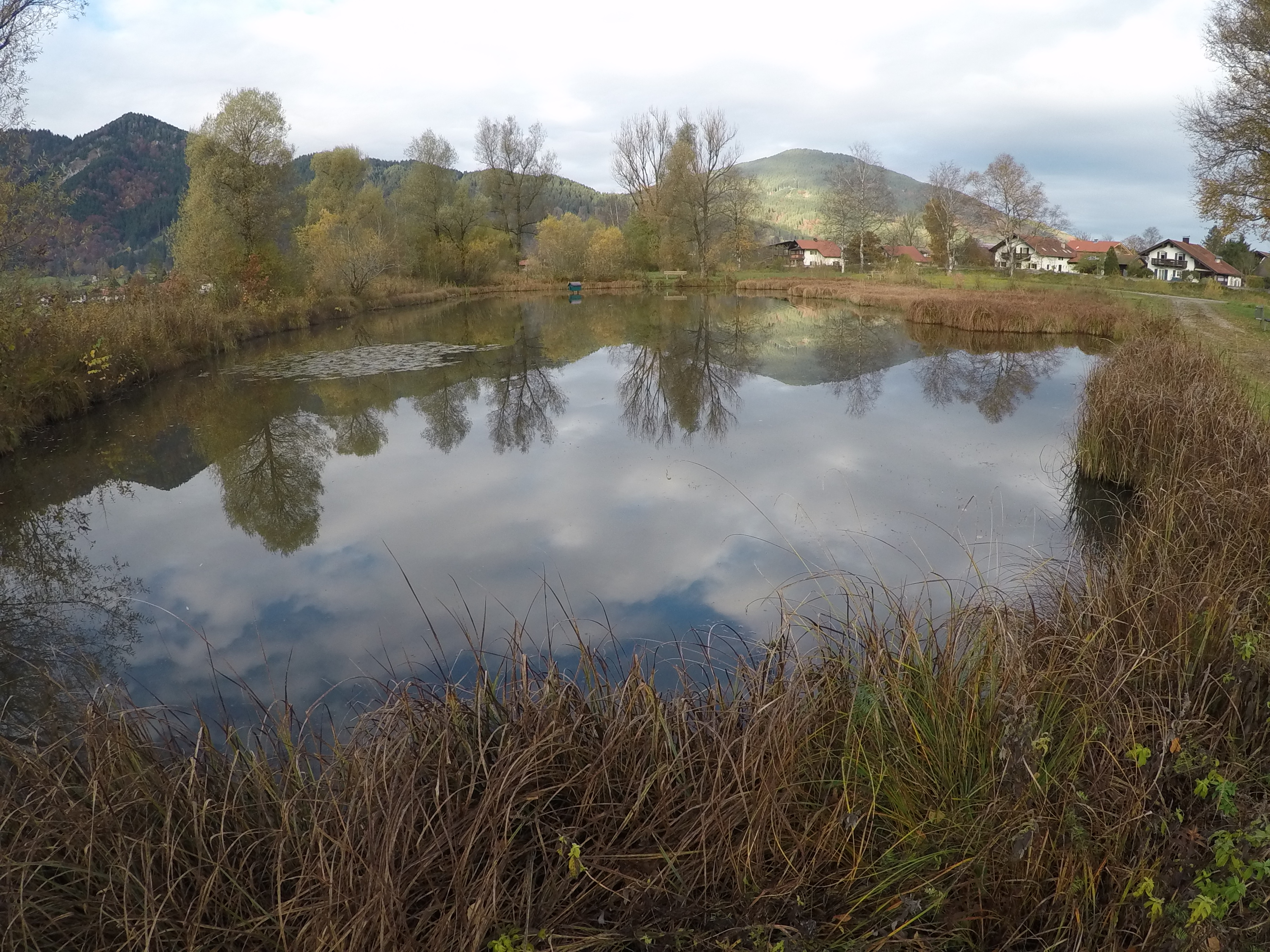
Namenloser Teich in Mündungsnähe